# Magna Curia Regis

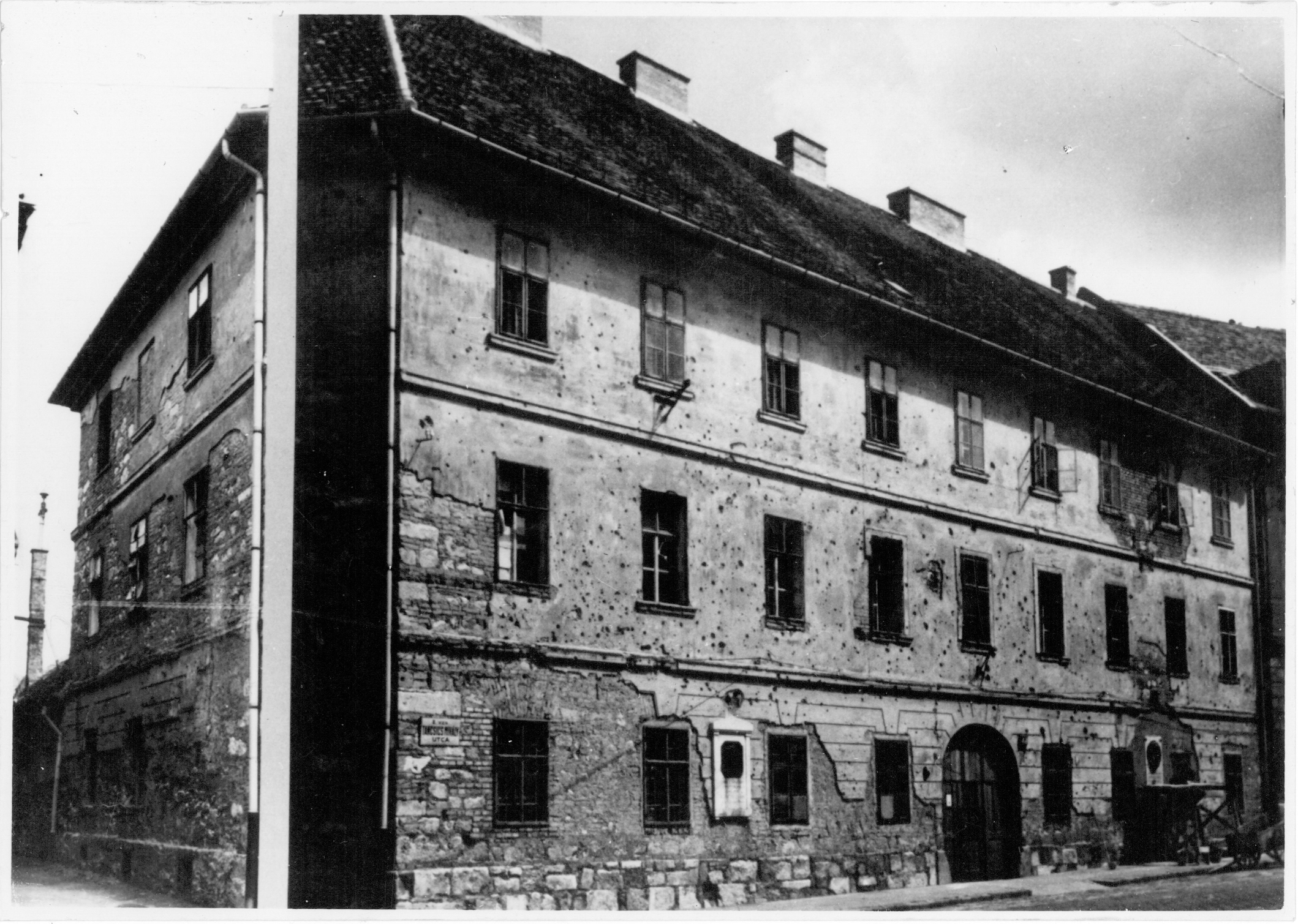
I. kerület Táncsics Mihály utca 9, 1944-ben

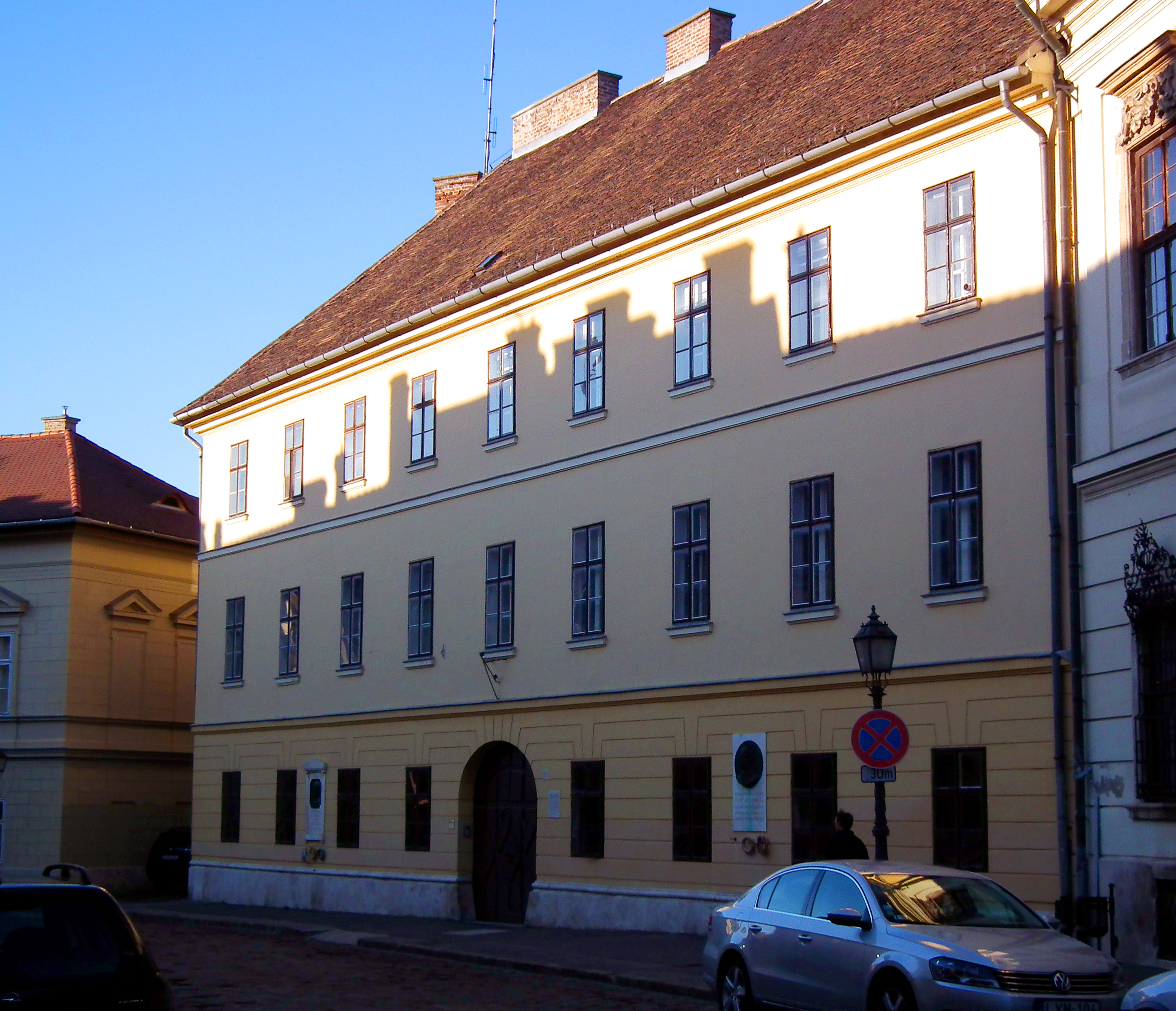
I. kerület Táncsics Mihály utca 9, 2013-ban

A Magna Curia Regis (más néven Nagy Kúria vagy Kammerhof) a királyi rezidencia szerepét töltötte be IV. Béla királytól kezdve a budai Várpalota felépítéséig. Helye az I. kerület Táncsics Mihály utca 9-13. számú telek helyén volt és a vízivárosi hegyoldalban egy major tartozott hozzá. Egyes szakértők szerint a budai pénzverő helye is a budai Várhegy sziklafennsíkjának északkeleti részén, a Táncsics Mihály utca 9. számú épület helyére tehető, habár az azonosítható régészeti leleteket nem lehet összefüggő rendszerbe helyezni.
A  budai pénzverő  a középkorban Budán működő pénzverő műhely a Királyi Pénzverde vagy Domus Regalis, Magna Curia Regis épületegyüttes része volt, amelyet IV. Béla magyar király alapított a tatárjárás után 1255-ben és rövid megszakításokkal Buda várának török megszállásáig működött.
Az királyi szállás épületegyüttese egy lakótorony-épületcsoportból állt, amelyben helyet kapott a királyi pénzverő és az 1349-ben épült Szent Mártonról elnevezett királyi házi kápolna is. 1382-ben Nagy Lajos király az egész épületcsoportot a  majorral együtt a budaszentlőrinci pálosoknak adományozta, akiktől az a Cilleiek tulajdonába került. A Cillei-család magvaszakadtával az ingatlan birtoka 1458-ban visszaszállt a koronára. Mátyás király 1460-ban újra eladományozta Guthi Országh Mihály nádornak és fiainak, amit aztán ez a család birtokolt egészen 1541-ig. A Magna Curia Regis a 16.-18. századi ostromok során pusztult el.